# Alfedena
Alfedena là một đô thị thuộc tỉnh L'Aquila trong vùng Abruzzo của Ý. Alfedena có diện tích 40  km², dân sô 718 người. Các đô thị giáp ranh: Barrea, Montenero Val Cocchiara (IS), Picinisco (FR), Pizzone (IS), Scontrone